# Estanislau Vayreda i Vila
Estanislau Vayreda i Vila (Olot, 11 de novembre de 1848 - Olot, 20 de setembre de 1901) va ser un naturalista, farmacèutic, botànic i ornitòleg català.
Germà dels pintors Joaquim i Marià Vayreda i Vila, estudià a Barcelona i es llicencià en farmàcia. Fou deixeble i col·laborador d'Antoni Cebrià Costa i Cuxart. I també de Fructuós Plans i Pujol, amb qui compartí ideologia. També tingué com mestre i col·laborà en expedicions botàniques amb Frederic Trèmols i Borrell, malgrat estar allunyat ideològicament. Intervingué en la tercera guerra Carlina, com a farmacèutic militar de les tropes del pretendent. La independència econòmica de què gaudí i les seves preferències intel·lectuals el portaren a dedicar-se als estudis botànics i florístics, preferentment dels Pirineus Orientals, la Garrotxa i l'Empordà. El seu notable herbari es conserva a l'Institut Botànic de Barcelona. S'ocupà de classificar algunes espècies i formes noves de la flora catalana, i en té dedicades d'altres, com Hieracium Vayredanum, Polygala Vayredae, Rosa Vayredae, Saxifraga Vayredana i Seseli Vayredanum. El 1876 es casà amb Josepa Olives i de Noguer, amb qui va tenir tres fills. El 1881 morí la seva esposa i entrà en una etapa de depressió. El 1884 va contraure una malaltia que el debilità força i el portà a minorar el ritme de treball. Així i tot, el 1896 aprofità el seu nomenament com a jutge d'un tribunal d'oposicions a la Universitat de Madrid per herboritzar zones de Ciudad Real i l'Aragó. Conservador i catòlic, va mantenir una posició ideològica allunyada de l'evolucionisme i les idees darwinistes.
Durant la seva trajectòria professional herboritzà regularment a diverses comarques catalanes i va confeccionar un herbari d'uns 40.000 exemplars que es conserva a l'Institut Botànic de Barcelona. Un cert nombre de mostres de Vayreda es troben també al Real Col·legi Alfons XII de Sant Llorenç de l'Escorial. Va proveir un jardí botànic a Lledó, on va arribar a conrear més de 350 espècies. Va escriure diverses aportacions a la flora de país i va ser un dels primers autors de la Renaixença a publicar alguns treballs científics en català.
Fou membre de diverses organitzacions científiques, com la Reial Societat Espanyola d'Història Natural (RSEHN), la Reial Acadèmia de Ciències i Arts de Barcelona (ACAB), la Sociedad Linneana Matritense, la Société Helvétique pour l'Échange des Plantes, Associació d'Excursions Catalana, Societat Botànica Barcelonesa o la Reial Acadèmia de Ciències Exactes, Físiques i Naturals.
Publicà diversos treballs:
- Plantas notables por su utilidad o rareza que crecen en Cataluña (1879)
- Excursió botànica al Baix Empordà (1881), Nuevos apuntes para la flora catalana (1882)
- Catàleg de la flora de la vall de Núria (1882)
- Ensayo de jardín botánico de aclimatación en Lladó... (1882)
- Plantas de Cataluña (1901)
- Catàleg de la flòrula de la Mare de Déu del Mont (pòstum, 1922)
- Fauna ornitológica de la provincia de Gerona (1883).